# 赤瓜礁
赤瓜礁，国际通称约翰逊南礁（英語：Johnson South Reef），越南称鬼鹿角礁（越南语：／），是南沙群岛九章群礁中一暗礁，位于群礁西南端，西北距离越南控制的鬼喊礁约6.4（3.5海里）。中国与越南曾于1988年3月14日在此爆发赤瓜礁海战。目前由中華人民共和國實際控制，行政上隶属于海南省三沙市。

## 名稱
1983年4月，中华人民共和国中国地名委员会公布《我国南海诸岛部分标准地名》，定名为「赤瓜礁」，旁注当地渔民习用名称「赤瓜线」，因此处产赤瓜参较多而得名。

## 地理位置
- 9°42′50″N 114°17′10″E / 9.71389°N 114.28611°E。
- 位於南沙群岛九章群礁的西南端。西北距鬼喊礁约6.4公里。

## 地質地形
赤瓜礁為一個呈豌豆形的巨大礁盤，内有次成潟湖發育，已形成一個小環礁地形，次成潟湖已為白沙填充，呈狹長狀，東北有缺口與外海相通，礁盤上有褐色火山岩出露出海面1.3米。

## 歷史
- 1983年，中華人民共和國公佈名稱為赤瓜礁。
- 1988年，中国人民解放军海军为收复赤瓜礁，在此与和越南海军发生海战，雙方各出動三艘戰艦及逾百官兵，結果越方兩艦被擊沉、一艦擱淺焚毀，74人陣亡、40人被俘；中方僅一人受傷軍艦無損，史稱「八八海戰」。3月13日，解放軍在赤瓜礁建立了防卫哨。解放軍雖收復赤瓜礁，但越方利用受損的登陸艦搶灘，佔領附近的鬼喊礁、瓊礁，對赤瓜礁形成夾擊之勢。[3]
- 2014年1月，中華人民共和國開始填海造陸工程。
- 2014年3月，中國移動海南分公司在赤瓜礁開通移動通信業務。
- 2014年5月，中國在赤瓜礁進行填海作業，已填出約0.1平方公里的人工島。5月14日，菲律賓外交部指控中國在赤瓜礁填海造陸，似乎準備興建飛機跑道。
- 2014年11月，赤瓜礁填海已基本结束，岛屿面积增至0.11平方公里。
- 2015年1月，菲律賓媒體菲律賓星報公布一組赤瓜礁空拍圖，顯現出中國在島上填海造陸的情況，有意把赤瓜礁建成海上軍事基地和南沙空軍基地[4]。
- 截至2015年5月15日為止，赤瓜礁的地面工程接近完工，開始收尾階段。
- 2015年5月26日，赤瓜礁上的燈塔開工建設。燈塔身高50米，設計燈光射程22海里，週期8秒[5]。
- 2015年10月9日，燈塔竣工並正式投入使用。中方稱燈塔将大大改善南海水域通航环境，可为航经该水域的各国船舶提供航路指引、安全信息、应急救助等公益服务，降低船舶航行风险，减少海损事故发生[6]。
- 2020年1月18日，越南媒体《青年报》在赤瓜礁拍摄照片，显示岛上已建设大型军事建筑，另有两座H/PJ-26型单管76毫米舰炮[7]。

## 島上狀況
- 水源：無地下水源，須靠船艦運補。
- 人口：目前由中國人民解放軍駐守，而無一般平民居住。
- 建築：1座两层的混凝土礁堡 （页面存档备份，存于）1 （页面存档备份，存于）2 （页面存档备份，存于）。9°42′50″N 114°17′10″E / 9.71389°N 114.28611°E的礁體上設有燈塔，以利往來通航。
- 運輸：有一可停靠大型船隻的深水碼頭和直昇機停機坪。

## 對外通訊
- 中國移動設有基站。